# Jeanette Kawas nationalpark
Jeanette Kawas nationalpark är en nationalpark i Honduras.   Den ligger i departementet Atlántida, i den nordvästra delen av landet, 200 km norr om huvudstaden Tegucigalpa. Jeanette Kawas nationalpark ligger 17 meter över havet.